# Festival do Pirarucu de Santarém

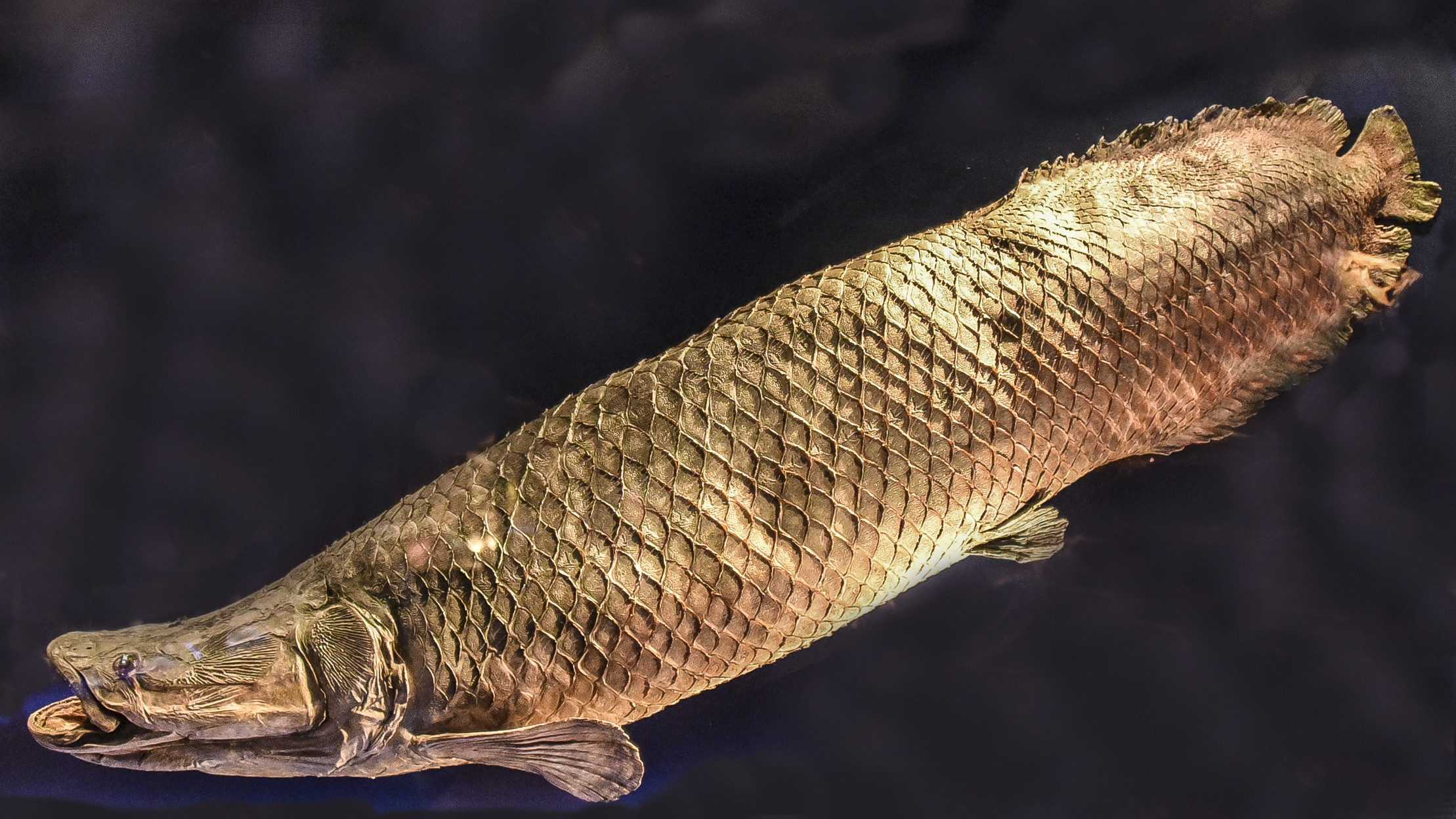
Imagem do pirarucu.

O Festival do Pirarucu é um evento que ocorre anualmente na comunidade de Santa Maria do Tapará, no município de Santarém. A festividade é reconhecida pela Lei nº 10.316, de 5 de Janeiro de 2024 como um evento oficial do calendário do Estado do Pará. O evento tem como objetivo divulgar o trabalho da pesca na região de várzea, destacando o respeito ao período de desova do pirarucu para que se mantenha a sua preservação. Além disso, os pescadores têm um determinado período para a captura do pirarucu, que já esteve ameaçado de extinção. Por isso, a festividade é um modo de relembrar a importância da espécie e de recompensar os pescadores com uma quantidade de peixe que é liberada para a festividade, tentando atrair o público das comunidades vizinhas e da zona urbana para comprar o pirarucu.

## A Festa
No evento, a população pode encontrar o peixe em diversas comidas preparadas a partir de sua carne, além de aproveitar as apresentações artísticas como a exposição de fotografias, filmes, artesanato e os vestidos das rainhas do pirarucu. Além do mais, ocorrem as palestras da Capitania do Porto, em Santarém, para as crianças da comunidade acerca da segurança no rio por meio da distribuição de colete salva-vidas; e palestras da Secretaria de Estado de Desenvolvimento Agropecuário e da Pesca (SEDAP) para os moradores da comunidade sobre as questões de piscicultura, que é o ramo da zootecnia que trabalha com peixes em cativeiro. Desse modo, o uso responsável do pirarucu como matéria prima é fundamental para o meio ambiente e garante a sobrevivência da comunidade,  possibilitando a obtenção de renda em várias áreas. Um exemplo deste protagonismo é o uso do couro do pescado para a produção de bens de consumo, como calçados, bolsas e peças de artesanato.